# Уисконсин (линеен кораб, 1943)
Уисконсин (на английски: USS Wisconsin (BB-64), „Уиски“ или „УисКи“ (на английски: „Wisky“ or „WisKy“)) е линеен кораб на САЩ от типа „Айова“. Построен в корабостроителницата на флота във Филаделфия. Кръстен е в чест на щата Уисконсин. Вторият кораб във ВМС на САЩ, който носи това име. Спуснат на вода на 7 декември 1943 г. До март 2006 г. е последният линеен кораб в света, който се числи в резерва на ВМС на САЩ. Към март 2012 г. се намира на вечна стоянка в музея „Наутикус“ в град Норфолк, щата Вирджиния. Кораб-музей.

## История на службата

### Втора световна война и следвоенен период
Завършвайки цикъла на бойна подготовка, „Уисконсин“, на 24 септември 1944 г., отплава от Норфолк за Тихия океан и пристига на атола Улити на 9 декември 1944 г. Включен е в състава на бързоходно авионосно съединение. Съпровожда го по време на нанасянето на въздушни удари през януари 1945 г. по Лусон и Формоза, през февруари – по Япония и Иво Джима. От май до юни 1945 г. прикрива самолетоносачите по време на рейдовете по японското крайбрежие, през юли обстрелва Мурорна и Хитачи. Последната операция на линкора става прикритието на рейда срещу Токио от 13 август 1945 г. На 5 септември „Уисконсин“ влиза в Токийския залив и на 23 септември пристига на Окинава. Вземайки на борда си завръщащи се вкъщи американски войници, отплава за САЩ. На 4 октомври линкорът пристига в Пърл Харбър, а на 15 октомври – в Сан Франциско. За времето на бойните действия „Уисконсин“ е награден с пет бойни звезди. Преминавайки, на 23 септември 1945 г., Панамския канал, линкорът пристига на източното крайбрежие на САЩ. На 18 януари 1946 г. взема участие в парада на Хемптънския рейд. Лятото на 1946 г. линкорът провежда в ремонт в Норфолк. Със завършването на ремонта, през ноември 1946 г., „Уисконсин“ прави поход по протежение на бреговете на Южна Америка, посещавайки Валпараисо, Каляо и Гуайра. От юни до юли 1947 г. се намира в поход към Северна Европа. На 1 юли 1947 г. е изваден в резерва, в Норфолк. На 3 март 1951 г. е реактивиран и отново влиза в строя на флота. Отплавайки Норфолк, извършва учебно плаване с посещения на Единбург, Лисабон, Халифакс, Ню Йорк и Гуантанамо. Връща се в Норфолк и вече оттам, на 25 октомври 1951 г., отплава към Тихия океан, на 26 ноември посещава Йокосука.

### Войната в Корея и последваща служба
От 2 декември 1951 до 1 април 1952 г. взема участие в Корейската война. На 15 март 1952 г. е обстрелян от брегова батарея и получава попадение на снаряд. За времето на бойните действия в Корея получава една бойна звезда. Връщайки се в САЩ, на 4 – 5 април, взема участие в изпитанията на най-големия американски плаващ док на Гуам. Пристига в Лонг Бийч на 19 април 1952 г., а след това, през Панамския канал, се връща в Норфолк. В периода юни – юли 1952 г. извършва учебен поход към Европа, посещава Грийнок, Брест и Гуантанамо. На 25 август 1952 г. отплава от Норфолк за участие в учения на НАТО, с визити в Грийнок и Осло. След ремонт в Норфолк, през февруари 1953 г., се отбива в Куба и на 9 септември 1953 г. отплава за Далечния Изток. Тук той сменя „Ню Джърси“ в качеството на флагмански кораб на 7-и флот. Връща се в Норфолк на 4 май 1954 г. На 12 юни 1954 г. излиза за пореден учебен поход в европейски води, посещава Грийнок, Брест и на обратния път Гуантанамо.
В края на 1954 г. преминава ремонт в Норфолк. През януари 1955 г. посещава Хаити, а лятото на 1955 г., по време на учебен поход, отново посещава европейски портове – Единбург и Копенхаген, при завръщането си вкъщи престоявайки в Гуантанамо. В края на 1955 г. отново преминава ремонт в Ню Йорк. От януари до март 1956 г. извършва учебен поход с посещение на Хаити, Мексико и Колумбия. На 6 май 1956 г. се сблъсква с разрушителя „Итън“. Носовия край на линкора е силно повреден, и по време на ремонта му, от 13 май до 28 юни 1956 г., той получава носовата секция от недостроения еднотипен линкор „Кентъки“. Връщайки се в строй „Уисконсин“ извършва, от 9 юли до 31 август 1956 г., учебен поход в Европа, посещавайки Грийнок, Барселона и, на обратния път, Гуантанамо. След това, от 3 януари до 7 февруари 1957 г., линкорът извършва поход към бреговете на Куба и Пуерто Рико, провеждайки практически стрелби. От 27 март до 27 май 1957 г. извършва поход в Средиземно море, където взема участие в учения на НАТО. Посещава Гибралтар, Неапол и Валенсия. От 19 юни до 5 август 1957 г. извършва поход в Тихия океан, достигайки до Валпараисо и връщайки се обратно. От 14 септември до 22 октомври 1957 г. пак се насочва към бреговете на Европа, посещавайки Клайд и Брест. На 8 март 1958 г. линкорът е изведен в резерва в Байон.

### Модернизация през 1980-е и край на службата
След приемането на решението за разконсервацията му, на 8 август 1986 г., е отбуксиран за модернизация в Ню Орлиънс. Влиза в строй на 22 октомври 1988 г. От януари до февруари 1991 г. взема участие в бойните действия срещу Ирак. На 30 септември 1991 г. е изваден от състава на бойния флот. От 16 април 2001 г. е поставен в качеството на кораб-музей в Норфолк.